# Malagassa tsaratananae
Malagassa tsaratananae är en insektsart som beskrevs av Marius Descamps 1969. Malagassa tsaratananae ingår i släktet Malagassa och familjen Episactidae. Inga underarter finns listade i Catalogue of Life.